# 愛神雨麗魚
愛神雨麗魚（学名：Nimbochromis venustus）為輻鰭魚綱鱸形目隆頭魚亞目慈鯛科的其中一種，分布於非洲馬拉威湖流域，體長可達25公分，棲息在沙石底質水域，以魚類、無脊椎動物為食，生活習性不明，可作為觀賞魚。
其种加词“venustus”意为“美的女神维纳斯”。